# Gröûp X
Gröûp X aka Group X är en låtsas-arabisk musikgrupp ifrån USA. Deras karaktärsdrag är rap med humoristisk lyrik till basspel och trummor. Deras låtar "Bang Bang Bang", "Schfifty-Five" och "Mario Twins" har spridits genom flashvideos på hemsidor (gjorda av andra än medlemmar i Gröûp X). Grüôp X brukar tillsammans med "Weird Al" Yankovic och System of a Down felaktigt påstås för att ha gjort en parodisk låt baserade på datorspelet The Legend of Zelda, ofta känd som "The Legend of Zelda" eller "Zelda Theme".